# Veine céphalique
La veine céphalique est une veine superficielle du membre supérieur humain.

## Trajet
La veine céphalique naît de la confluence des veines médiane céphalique et céphalique accessoire dans la partie haute du sillon bicipital latéral.
Elle monte le long du bord latéral de l'avant-bras, passe en avant du coude puis suit le bord latéral du muscle biceps brachial. Au niveau de l'épaule, elle chemine entre les muscles grand pectoral et deltoïde, puis passe derrière le grand pectoral pour rejoindre la veine axillaire sous la clavicule.
Elle donne une branche située en dessous du coude en direction de la veine basilique : la veine médiane cubitale.

## Aspect clinique
La veine céphalique est souvent visible à travers la peau et son emplacement dans le sillon delto-pectoral est assez constant, faisant de ce site un bon candidat pour l'accès veineux.
Les sondes permanentes de stimulateur cardiaque sont souvent placées dans la veine céphalique par le sillon delto-pectoral.
La veine peut être utilisée pour un accès intraveineux, car une canule de grand diamètre peut y être facilement placée. Cependant, la  veine est proche du nerf radial et cet accès peut entraîner des lésions nerveuses.

## Terminologie
Le terme céphalique utilisé pour le nom de cette veine pourrait avoir une étymologie particulière. En effet, ce terme signifie habituellement un rapport avec la tête. Néanmoins, dans le cas présent il aurait pour origine une traduction erronée du terme arabe al-kífal, qui signifie externe, terme utilisé par le médecin perse Avicenne dans son ouvrage le Canon de la médecine, traduit au Moyen Âge,.